# 諾特貝格山
47°13′45.18″N 15°15′32.28″E / 47.2292167°N 15.2589667°E
諾特貝格山（德語：Notberg），是奧地利的山峰，位於該國東南部，由施泰爾馬克州負責管轄，屬於拉萬塔爾阿爾卑斯山脈的一部分，海拔高度1,049米，山體在古生代時期形成。